# Fulton, Arkansas
Fulton là một thị trấn thuộc quận Hempstead, tiểu bang Arkansas, Hoa Kỳ. Năm 2010, dân số của thị trấn này là 201 người.

## Dân số
- Dân số năm 2000: 245 người.
- Dân số năm 2010: 201 người.